# Фігейра-душ-Кавалейруш
Фігейра-душ-Кавалейруш (порт. Figueira dos Cavaleiros; МФА: [fi.ˈgɐj.ɾɐ duʃ kɐ.vɐ.ˈɫɐj.ɾuʃ]) — парафія в Португалії, у муніципалітеті Феррейра-ду-Алентежу. Розташована в південній частині країни, на теренах історичної португальської провінції Алентежу. Входить до складу округу Бежа. За адміністративним поділом, чинним до 1976 року, терени парафії були складовою провінції Нижнє Алентежу. Належить до Безької діоцезії Католицької церкви. Патрон — святий Севастіан. Площа — 154,2019 км². Населення — 1346 ос. (2011). Слабо урбанізований регіон. Густота населення — 8,73 осіб/км²
. Код — 020803.

## Населення
| Кількість мешканців | Кількість мешканців | Кількість мешканців | Кількість мешканців | Кількість мешканців | Кількість мешканців | Кількість мешканців | Кількість мешканців | Кількість мешканців | Кількість мешканців | Кількість мешканців | Кількість мешканців | Кількість мешканців | Кількість мешканців | Кількість мешканців |
| ------------------- | ------------------- | ------------------- | ------------------- | ------------------- | ------------------- | ------------------- | ------------------- | ------------------- | ------------------- | ------------------- | ------------------- | ------------------- | ------------------- | ------------------- |
| 1864                | 1878                | 1890                | 1900                | 1911                | 1920                | 1930                | 1940                | 1950                | 1960                | 1970                | 1981                | 1991                | 2001                | 2011                |
| 964                 | 1 061               | 1 048               | 1 205               | 1 677               | 2 108               | 2 041               | 2 702               | 2 841               | 3 080               | 2 177               | 2 447               | 1 753               | 1 513               | 1 346               |